# Fults
Fults es una villa ubicada en el condado de Monroe en el estado estadounidense de Illinois. En el Censo de 2010 tenía una población de 26 habitantes y una densidad poblacional de 152,1 personas por km².

## Geografía
Fults se encuentra ubicada en las coordenadas 38°9′51″N 90°12′46″O / 38.16417, -90.21278. Según la Oficina del Censo de los Estados Unidos, Fults tiene una superficie total de 0.17 km², de la cual 0.17 km² corresponden a tierra firme y (0%) 0 km² es agua.

## Demografía
Según el censo de 2010, había 26 personas residiendo en Fults. La densidad de población era de 152,1 hab./km². De los 26 habitantes, Fults estaba compuesto por el 96.15% blancos, el 0% eran afroamericanos, el 0% eran amerindios, el 0% eran asiáticos, el 0% eran isleños del Pacífico, el 0% eran de otras razas y el 3.85% pertenecían a dos o más razas. Del total de la población el 0% eran hispanos o latinos de cualquier raza.